# Булахов, Алексей Анисимович
Алексей Анисимович Булахов (5 декабря 1914, Яцковичи, Черниговская губерния - 1991, Ступино, Московская область) — советский военнослужащий, участник Великой Отечественной войны, Герой Советского Союза, командир 97-го гвардейского стрелкового полка 31-й гвардейской стрелковой дивизии 11-й гвардейской армии 3-го Белорусского фронта, гвардии подполковник.

## Биография
Алексей Анисимович Булахов родился 5 декабря 1914 года в селе Яцковичи (ныне — Брянской области) в семье русского крестьянина. В 1921 году семья переехала в город Щегловск, а в 1928 году — в деревню Аило-Атынаково. Здесь Алексей Анисимов закончил 7 классов и работал в колхозе. В 1934 году Анисимов окончил курсы трактористов при Тарадановской машинно-тракторной-станции.
В 1936 году Анисимов вступил в ряды Красной армии. В 1939-м он окончил курсы младших лейтенантов и на момент начала Великой Отечественной войны служил в Среднеазиатском военном округе, в составе 238-й стрелковой дивизии.

### Участие в Великой Отечественной войне
В конце августа 1941 года 238-я стрелковая дивизия была переброшена под Москву, где Алексей Булахов принимал участие в боях Тульской оборонительной операции. 27 ноября 1941 года немцы атаковали село Бунарёво (под городом Алексином), где находилась 9-я стрелковая рота. Под напором противника советские солдаты были вынуждены отступить. Младший лейтенант Булахов, собрав группу из 30 бойцов, лично возглавил контратаку. В результате боя советскими солдатами было уничтожено до 150 бойцов противника, и восстановлен контроль над селом. Несмотря на полученное в ходе боя ранение, младший лейтенант Булахов остался в строю, и впоследствии был награждён «орденом Красной Звезды» и повышен в звании до старшего лейтенанта.
24 декабря в боях под Недельное старший лейтенант Булахов со своим батальоном (60 бойцов) выбил немцев из села Паново. Отразив несколько контратак значительно превосходящего по силе противника, батальон Булахова по приказу командования отступил для атака в другом направлении, но в связи с изменившейся обстановкой получил задачу повторно занять Паново. Боевая задача была выполнена.
9 февраля 1942 года в боях за город Юхнов батальон Булахова прорвался в город, где захватил 23 дома. На протяжении трёх часов бойцы удерживали оборону, но под натиском превосходящих сил противника отступили на исходные позиции на окраинах города, при этом освободив до 40 пленных красноармейцев. С 9 по 15 февраля батальон Булахова отбил восемь атак немцев, пытавшихся проломить заслон и прорваться вглубь советской обороны. 15 февраля полк начал выход из окружения, в то время как батальону Булахова была поставлена задача прикрывать отход и обеспечить вывоз раненых и материальной части. В ходе боя Булахов получил очередное ранение, но не покидал позиции до тех пор, пока поставленная задача не была выполнена. За участие в боях за Юхнов Булахов был представлен к званию Героя Советского Союза, но был награждён орденом Ленина.
Летом 1942 года Алексей Булахов был направлен на прохождение обучения и в начале 1943 года окончил ускоренный курс Военной академии имени М. В. Фрунзе. Летом того же года гвардии майор Булахов был назначен командующим 97-м гвардейским стрелковым полком в составе 31-й гвардейской стрелковой дивизии, где прослужил до конца войны. Полк под его командованием успешно участвовал в боях за освобождение Белоруссии и Литвы.
В июле 1944 года гвардии подполковник Булахов организовал форсирование реки Неман. За два дня боёв полк Булахова расширил плацдарм советских войск на 3-4 километра и овладел городом Алитус. Отбив до 30 вражеских контратак, бойцы полка нанесли противнику большой урон в технике и живой силе. Алексей Анисимович Булахов был повторно представлен к званию Герою Советского Союза за умелое командование полком и личные мужество и героизм, проявленные при форсировании реки Неман. Звание Героя Советского Союза с вручением Ордена Ленина и медали «Золотая Звезда» было присвоено Булахову указом Президиума Верховного Совета СССР от 24 марта 1945 года.
16 октября 1944 года 97-й гвардейский стрелковый полк в составе 31-й гвардейской стрелковой дивизии прорвал глубоко эшелонированную и долговременную оборону противника в районе села Ивановка Вилкавишского района Литовской ССР. Совместно с другими частями (95-й и 99-й гвардейские стрелковые полки), бойцы 97-го полка овладели рядом населённых пунктов на территории Восточной Пруссии, включая города Пиллюпенен, Поджонен, Коссубен и Днигляукен.
18 января 1945 года, получив приказ идти в прорыв, полк Булахова начал преследование противника. Отбив ряд опорных пунктов, полк форсировал реки Инстер и Алле и вплотную подошёл к Кёнигсбергу. За умелое командование полком в ходе боёв Алексей Булахов был награждён орденом Красного Знамени. После капитуляции Кёнигсбергского гарнизона, полк Булахова взял в плен до 17 тысяч солдат противника.
28 апреля 1945 года в ходе боёв на косе Фриш-Нерунг уже трижды контуженный Булахов получил своё четвёртое ранение и был эвакуирован в госпиталь, где и встретил День Победы.

### После войны
После войны Алексей Булахов продолжил службу в армии. В 1950 году Булахов окончил Военную академию имени М. В. Фрунзе, а в 1954 — Военную академию Генерального штаба. Прослужив заместителем командира стрелковой дивизии до 1957 года, Булахов подал рапорт о переводе на должность заведующего кафедрой в сельскохозяйственном институте. В 1961 году полковник Булахов уволился в запас.
Получив квартиру в городе Ступино, с 1962 по 1970 годы Булахов занимал должность замдиректора совхоза «Ступинский», после чего работал в дорожным мастером и прорабом в ДСУ. Впоследствии, Алексею Булахову было присвоено звание «Почётного гражданина г. Ступино».
В 1991 году Алексей Анисимович Булахов скончался.